# Proverville
Proverville é uma comuna francesa na região administrativa de Grande Leste, no departamento de Aube. Estende-se por uma área de 6,98 km². Em 2010 a comuna tinha 246 habitantes (densidade: 35,2 hab./km²).